# Wiener Library for the Study of the Holocaust and Genocide
La Wiener Library for the Study of the Holocaust and Genocide (Biblioteca Wiener per gli Studi dell'Olocausto e del Genocidio) è la più vecchia istituzione dedicata allo studio dell'Olocausto e delle sue cause. Si trova a Londra in Russell Square.
Fu fondata nel 1933 appositamente per le comunità e i governi ebraici di tutto il mondo, come ufficio di informazioni e aggiornamento sulla persecuzione degli ebrei sotto i regimi nazisti e nazionalsocialisti. Fu in seguito trasformata in un istituto di ricerca, con annessa biblioteca pubblica, alla fine della seconda guerra mondiale.
Nel 2017 è stata pubblicata una versione online dell'archivio della Commissione ONU sui crimini di guerra riguardanti l'Olocausto. L'istituzione è diretta dallo scrittore e storico britannico Ben Barkow.

## Storia
Il primo contributore alla raccolta del materiale informativo fu Alfred Wiener, ebreo tedesco che lavorava per il Centralverein deutscher Staatsbürger jüdischen Glaubens (Associazione centrale dei cittadini tedeschi di fede ebraica), appartenente a un gruppo ebraico per i diritti civili. Negli anni Wiesner raccolse libri, fotografie, lettere, riviste e altri materiali, tra cui giochi per bambini, annotando la diffusione della propaganda nazista e la sua teoria razzista.
Wiener fuggì poi dalla Germania nel 1933 per rifugiarsi ad Amsterdam, dove gestì l'Ufficio di informazione centrale ebraico JCIO (Jewish Central Information Office).
In seguito David Cohen ne divenne il presidente. Cohen era un eminente ebreo olandese che negli stessi anni fondò il Comitato per i Rifugiati ebrei. Il comitato utilizzo il lavoro del JCIO per le pubblicazioni fornendo anche supporto finanziario allo stesso.
Nel novembre 1939, dopo la Notte dei cristalli, Alfred Wiener e gli archivi dell’JCIO si trasferirono in Inghilterra. La collezione fu aperta il 1 settembre 1939, data che segnò anche l'invasione della Polonia da parte della Germania nazista. A Londra, l’ufficio di informazione centrale ebraico funzionava anche come servizio di intelligence privato. In quegli anni Wiener fu assunto dal governo britannico per tenere informata la Gran Bretagna sugli sviluppi della persecuzione in Germania.
Dopo la fine della seconda guerra mondiale, la biblioteca utilizzò la sua vasta collezione sul nazionalsocialismo e sul Terzo Reich per fornire materiale alla Commissione per i crimini di guerra delle Nazioni Unite e consegnare i criminali di guerra alla giustizia. La Biblioteca inoltre, a partire dal novembre 1946, iniziò a pubblicare un bollettino bimestrale che si protrasse fino al 1983.
Un altro importante contributo arrivò alla Wiener Library tra il 1950 e il 1960 da centinaia testimonianze oculari, raccolte perlopiù da una squadra di intervistatori, risorsa che sarebbe poi diventata elemento di primaria importanza della collezione stessa.
Nel 1964 fu fondato l'Institute of Contemporary History che occupò il campo, allora trascurato, della storia europea moderna all'interno della Wiener Library.
Durante la crisi del finanziamento, nel 1974, fu deciso di trasferire parte della collezione storica a Tel Aviv. Nel corso dei preparativi gran parte della collezione fu microfilmata per garantirne la conservazione. Tuttavia i piani per spostare la biblioteca furono abbandonati nel 1980, dopo che i trasporti erano iniziati. Il risultato fu che una parte della libreria rimase all'interno della biblioteca dell'Università di Tel Aviv, contenente la maggior parte del patrimonio librario, mentre alla Wiener Library di Londra rimasero le copie microfilmate.
La Wiener Library è anche un ente di beneficenza registrato secondo la legge vigente in Inghilterra.

## Premio Fraenkel
La Wiener Library, oltre che archivio storico, è diventata ente di ricerca sull'Olocausto e altri studi comparativi riguardanti il genocidio ebraico e la Germania nazista. A tal proposito la biblioteca ha istituito il Premio Fraenkel. Questo riconoscimento fu voluto dal defunto Ernst Fraenkel, ex presidente della biblioteca, e viene assegnato annualmente per la ricerca storiografica sul XX secolo in uno dei campi di interesse della Biblioteca Wiener". Le aree di interesse includono: Storia dell'Europa, Storia ebraica, Le due guerre mondiali, Antisemitismo, Genocidio comparato ed Estremismo politico.